# Peter M. Quadflieg
Peter Maria Quadflieg (* 6. Januar 1982 in Aachen) ist ein deutsch-belgischer Historiker und Archivar. Seit 2020 ist er Leiter des Stadtarchivs Wiesbaden.

## Leben
Peter Maria Quadflieg wurde 1982 in Aachen geboren. Von 1988 bis 2001 besuchte er Schulen im Ausland u. a. die Zweigstelle Istanbul der Deutschen Schule Ankara und die Deutsche Schule Paris. Nach dem Abitur am Königlichen Athenäum Eupen (Belgien) studierte er Geschichte, Wirtschafts- und Sozialgeschichte sowie Volkswirtschaftslehre an der RWTH Aachen (M.A.). Von 2004 bis 2007 war er studentische Hilfskraft im DFG-geförderten Forschungsprojekt „Überregionale Erschließung personenbezogener Quellen zu Angehörigen der bewaffneten Formationen des ‚Dritten Reiches‘“. Praktika absolvierte er im Staatsarchiv in Eupen und im Deutschen Bundestag. In den Jahren 2007/08 war er Stipendiat der Fakultät für Wirtschaftswissenschaften und wurde 2009 wissenschaftlicher Mitarbeiter am Lehr- und Forschungsgebiet Wirtschafts-, Sozial- und Technologiegeschichte (Paul Thomes) der Fakultät für Wirtschaftswissenschaften. 2014 promovierte er mit der Dissertation Gerhard Graf von Schwerin (1899–1980). Karrierepfade eines Generals zwischen Kaiserreich und Bundesrepublik zum Dr. rer. pol. (summa cum laude). 
Von 2015 bis 2017 war Quadflieg Archivreferendar beim Hessischen Staatsarchiv Marburg und an der Archivschule Marburg. Nach seiner archivischen Staatsprüfung zum Assessor des Archivwesens war er von Juni 2017 bis April 2020 als stellvertretender Dienststellenleiter beim Staatsarchiv in Eupen beschäftigt. Seit dem 1. Mai 2020 leitet er das Stadtarchiv Wiesbaden, wo unter anderem auch die Entwicklung und Umsetzung von Konzepten zur zukunftsweisenden Digitalisierung zu seinen Aufgaben zählen.
Quadflieg ist Mitglied verschiedener Vereine und Organisationen u. a. im Arbeitskreis Militärgeschichte, im Brauweiler Kreis für Landes- und Zeitgeschichte e. V., im Wissenschaftlichen Beirat des Zentrums für ostbelgische Geschichte in der Deutschsprachigen Gemeinschaft Belgiens, im Arbeitskreis Belgisch-Deutsche Grenzgeschichte, im Arbeitskreis Historische Belgienforschung und im Verband deutscher Archivarinnen und Archivare, dessen Landesvorsitzender er in Hessen ist. Von 2022 bis 2025 war Quadflieg Vorsitzender der Historischen Kommission für Nassau.
Quadflieg ist verheiratet und lebt in Wiesbaden.

## Auszeichnungen
- 2001: Rhetorika-Preis der Juniorenkammer (JCI) Eupen[3]
- 2007: Wilhelm-Deist-Preis für Militärgeschichte des Arbeitskreises Militärgeschichte[4]
- 2012: Preis des Parlaments der Deutschsprachigen Gemeinschaft Belgiens[5]
- 2014: Borchers-Plakette der RWTH Aachen
- 2015: Friedrich-Wilhelm-Preis der Friedrich-Wilhelm-Stiftung[6]
- 2021: Preis des Parlaments der Deutschsprachigen Gemeinschaft Belgiens[7]

## Schriften (Auswahl)
- mit Christoph Rass, René Rohrkamp: General Graf von Schwerin und das Kriegsende in Aachen. Ereignis, Mythos, Analyse (= Aachener Studien zur Wirtschafts- und Sozialgeschichte. Bd. 3). Shaker, Aachen 2007, ISBN 978-3-8322-6623-3.
- „Zwangssoldaten“ und „Ons Jongen“. Eupen-Malmedy und Luxemburg als Rekrutierungsgebiet der deutschen Wehrmacht im Zweiten Weltkrieg (= Aachener Studien zur Wirtschafts- und Sozialgeschichte. Bd. 5). Shaker, Aachen 2008, ISBN 978-3-8322-7078-0.
- mit René Rohrkamp (Hrsg.): Das Massaker von Malmedy: Täter, Opfer, Forschungsperspektiven. Ein Werkbuch (= 	Aachener Studien zur Wirtschafts- und Sozialgeschichte. Bd. 6). Shaker, Aachen 2010, ISBN 978-3-8322-9241-6.
- mit Christoph Brüll, Els Herrebout (Hrsg.): Tagungen zur ostbelgischen Zeitgeschichte. Band 1: Eine ostbelgische „Stunde Null“? Eliten aus Eupen-Malmedy vor und nach 1944. Annalen des Symposiums im Staatsarchiv in Eupen am 15. September 2012 (= Quellen und Forschungen zur Geschichte der deutschsprachigen Belgier. Bd. 6). Generalstaatsarchiv, Brüssel 2013, ISBN 978-90-5746-585-7.
- mit Christoph Rass (Hrsg.): Kriegserfahrung im Grenzland. Perspektiven auf das 20. Jahrhundert zwischen Maas und Rhein (= Aachener Studien zur Wirtschafts- und Sozialgeschichte. Bd. 7). Shaker, Aachen 2014, ISBN 978-3-8440-1357-3.
- mit Paul Thomes (Hrsg.): Unternehmer in der Region Aachen – zwischen Maas und Rhein (= Rheinisch-Westfälische Wirtschaftsbiographien. Bd. 19). Aschendorff Verlag, Münster 2015, ISBN 978-3-402-13107-7.
- Gerhard Graf von Schwerin (1899–1980). Wehrmachtgeneral, Kanzlerberater, Lobbyist. Ferdinand Schöningh, Paderborn 2016, ISBN 978-3-506-78229-8.
- mit Frédéric Stroh: L’incorporation de force dans les territoires annexés par le IIIe Reich 1939–1945 – Die Zwangsrekrutierung in den vom Dritten Reich annektierten Gebieten, Les Mondes Germanique, Bd. 18, Strasbourg 2016.
- Die Bestände des Staatsarchivs in Eupen, (Archivführer Bd. 93), 3. vollständig überarbeitete und erweiterte Auflage, Brüssel 2019.